# Ватанабе Цуйосі
Ватанабе Цуйосі (яп. 渡辺 剛; нар. 5 лютого 1997) — японський футболіст, що грав на позиції захисника.

## Клубна кар'єра
У дорослому футболі дебютував 2018 року виступами за команду клубу «Токіо».

## Кар'єра в збірній
Дебютував 2019 року в офіційних матчах у складі національної збірної Японії.

## Статистика виступів
| Збірна Японії | Збірна Японії | Збірна Японії |
| Рік           | Матчі         | Голи          |
| ------------- | ------------- | ------------- |
| 2019          | 1             | 0             |
| Загалом       | 1             | 0             |

## Титули і досягнення
- Володар Кубка Джей-ліги (1):

«Токіо»: 2020